# Нелл, Рауль Иоханесович
Рауль Иоханесович Нелл (Нелль) (эст. Raul Nell; 8 января 1933, Таллин — 9 ноября 1987, там же) — советский футболист.

## Биография
Воспитанник таллинской ДЮСШ «Спартак», тренер — Артур Вейнберг. В 1952 году начал выступать во взрослых соревнованиях в составе таллинского «Калева». В 1954—1955 годах играл за Ленинградский «Дом офицеров», в 1956 году вернулся в Таллин и выступал за «Динамо». Участник Спартакиады народов СССР 1956 года в составе сборной Эстонской ССР.
В 1960—1961 годах играл в составе «Калева» в классе «А». Первый матч сыграл 14 апреля 1960 года против «Молдовы». Свой первый гол забил в следующем сезоне, 7 мая 1961 года в ворота «Кайрата». В 1962 году продолжал играть за «Калев» в классе «Б».
Всего за карьеру в высшей лиге сыграл 47 матчей и забил 6 голов, в первой лиге — 30 голов.
С 1963 года играл в первенстве Эстонской ССР среди коллективов физкультуры за «Таксопарк» и «Темпо», неоднократно был медалистом первенства. В начале 1970-х годов тренировал «Темпо», в 1971 году приводил команду к чемпионству, в 1973 году — к бронзовым медалям республиканского чемпионата.
Скончался в 1987 году на 55-м году жизни. Похоронен на Лесном кладбище Таллина.

## Личная жизнь
Родители — Йоханнес-Эдуард Нелл и Ольга Нелл (Синк).
Внуки, Керт (род. 1980) и Микк (род. 1985) Хаависту, тоже были футболистами. Керт выступал за сборную Эстонии.